# Valle Giulia
Valle Giulia är en dalsänka mellan Villa Borghese och Parioli i norra Rom. I Valle Giulia ligger Villa Giulia, som ritades av Vignola för påve Julius III. Villan hyser numera Museo nazionale etrusco. I Valle Giulia finns även Galleria Nazionale d'Arte Moderna.
Första satsen av Fontane di Roma av Ottorino Respighi har titeln La fontana di Valle Giulia all'Alba.

## Byggnader
- Sant'Eugenio
- Villa Giulia
- Galleria Nazionale d'Arte Moderna
- Fontane di Valle Giulia

## Kommunikationer
- Tunnelbanestation – Roms tunnelbana, linje  Lepanto
- Spårvagnshållplats – Roms spårväg, linjerna 5 19
- Busshållplats Museo Etrusco Villa Giulia – Roms bussnät, linjerna 19L 19NAV

### Webbkällor
- ”Valle Giulia” (på italienska). info.roma.it. Arkiverad från originalet den 25 april 2022. https://archive.ph/NtTAk. Läst 25 april 2022.